# Матевосян, Вардгес Гедеонович
Вардгес Гедеонович Матевосян (арм. Վարդգես Մաթեվոսյան, 1 февраля 1945, село Ахавнадзор, Ехегнадзорский район — 12 июня 2010) — армянский государственный деятель.
- 1975—1980 — Ереванский политехнический институт. Инженер-механик.
- 1966—1968 — служил в советской армии.
- 1968—1970 — работал слесарем на «АвтоВАЗ» в Тольятти.
- 1970—1977 — представитель «АвтоВАЗ» в Армении.
- 1977—1993 — директор центра «АвтоВАЗ» в Арарате.
- 1993—1999 — директор Ереванского хлебозавода № 4.
- 1999—2003 — депутат парламента. Член постоянной комиссии по государственно-правовым вопросам. Член фракции «Единство».
- 2003—2007 — вновь депутат парламента. Член постоянной комиссии по государственно-правовым вопросам. Член партии «РПА».
- С июня 2007 — июнь 2010 — марзпет (губернатор) Вайоцдзорская области.